# Wechselappellationsgericht Ansbach
Das Wechselappellationsgericht Ansbach war ein Handelsgericht zweiter Instanz in Ansbach.

## Geschichte
Am 11. September 1825 wurde das neue Wechselrecht und eine Wechselgerichtsordnung für Bayern erlassen. Damit wurden systematisch sechs Wechselappellationsgerichte gebildet, darunter das Wechselappellationsgericht Ansbach. Es war für den Rezatkreis außer dem Gebiet der Stadt Nürnberg und der ehemaligen preußischen Gebiete zuständig. Einziges Wechselgericht im Sprengel war das Wechselgericht Ansbach.
1838 wurde das Gericht nach Eichstätt verlegt und als Wechselappellationsgericht Eichstätt weitergeführt. 